# Pero attagena
Pero attagena är en fjärilsart som beskrevs av Paul Dognin 1892. Pero attagena ingår i släktet Pero och familjen mätare. Inga underarter finns listade i Catalogue of Life.